# Audrey Hepburn
Audrey Hepburn (născută Audrey Kathleen Ruston; n. 4 mai 1929, Elsene, Comunitatea Francofonă din Belgia⁠(d), Belgia – d. 20 ianuarie 1993, Tolochenaz⁠(d), cantonul Vaud, Elveția) a fost o actriță de film de origine anglo-olandeză.

## Biografie
Audrey Hepburn s-a născut la Ixelles, o comună din regiunea Bruxelles în Belgia, fiind unicul copil al lui Joseph Victor Anthony Ruston, un englez, și al celei de a doua soții a acestuia, baronesa Ella van Heemstra, care provenea dintr-o familie aristocrată olandeză. În 1935 părinții divorțează, iar Audrey urmează o școală de fete din Kent, în Anglia. În 1939, în fața iminenței războiului, se mută împreună cu mama sa la Arnhem, în Olanda, unde Audrey urmează Conservatorul din localitate până în 1945. Suferind de malnutriție în această perioadă, Hepburn a dezvoltat o anemie acută, acompaniată de probleme respiratorii.
La sfârșitul războiului, continuă cursurile de balet la Amsterdam, iar din 1948 la Londra. Pentru a se întreține financiar a lucrat și ca model pentru diverși creatori de modă. Din cauza înălțimii sale și a problemelor de sănătate din timpul războiului, a renunțat la balet și s-a dedicat actoriei, o carieră în care putea excela. A jucat într-o serie de spectacole muzicale și a avut o serie de roluri secundare în filme britanice. În timpul unei filmări i se oferă un rol principal într-un spectacol de pe Broadway, unde se face remarcată. Prima sa producție hollywoodiană este filmul Vacanță la Roma din 1953 unde deține rolul principal, alături de Gregory Peck. Filmul este un succes imens, iar Audrey câștigă Premiul Oscar pentru cea mai bună actriță pentru prestația sa.
Devenită foarte repede unul dintre cele mai apreciate star-uri de la Hollywood, joacă în numeroase filme, dintre care cele mai apreciate sunt Mic dejun la Tiffany și My Fair Lady. După 1967, după separarea de actorul Mel Ferrer cu care fusese căsătorită timp de 14 ani, renunță la a mai juca în producții importante, în următorii ani având doar apariții sporadice. Se căsătorește în 1969 cu psihologul italian Andrea Dotti și se stabilește în Elveția, dar în 1982 divorțează. Hepburn a fost ambasadoare UNICEF, iar în ultimii ani a călătorit în numeroase țări pentru a ajuta și a sensibiliza opinia publică. În 1993 încetează din viață în urma unui cancer intestinal.
Audrey Hepburn este considerată și în prezent un model de frumusețe și eleganță, fiind de nenumărate ori considerată ca una dintre cele mai frumoase femei din toate timpurile. Imaginea ei este folosită în numeroase campanii publicitare. Stilul îmbrăcăminții ei continuă să aibă succes în rândul femeilor și în ziua de azi. Rochia neagră Givenchy din filmul Mic dejun la Tiffany a fost vândută în 2006 cu peste 462.000 £, al doilea preț, ca valoare, plătit vreodată pentru o rochie dintr-un film, după cea a lui Marilyn Monroe din filmul The Seven Year Itch, care s-a vândut cu 4,6 milioane de dolari în iunie 2011.

## Filmografie selectivă
- 1951 Râsete în paradis (Laughter in Paradise), regia Mario Zampi
- 1953 Vacanță la Roma (Roman Holiday), regia William Wyler
- 1954 Sabrina, regia Billy Wilder
- 1956 Război și pace (War and Peace), regia King Vidor
- 1961 Micul dejun la Tiffany (Breakfast at Tiffany's), regia Blake Edwards
- 1963 Șarada (Charade), regia Stanley Donen
- 1964 My Fair Lady, regia George Cukor
- 1966 Cum să furi un milion (How to Steal a Million), regia William Wyler
- 1967 Așteaptă până se întunecă (Wait Until Dark), regia Terence Young
- 1989 Lângă tine mereu (Always), regia Steven Spielberg (ultimul rol de film)

## Galerie

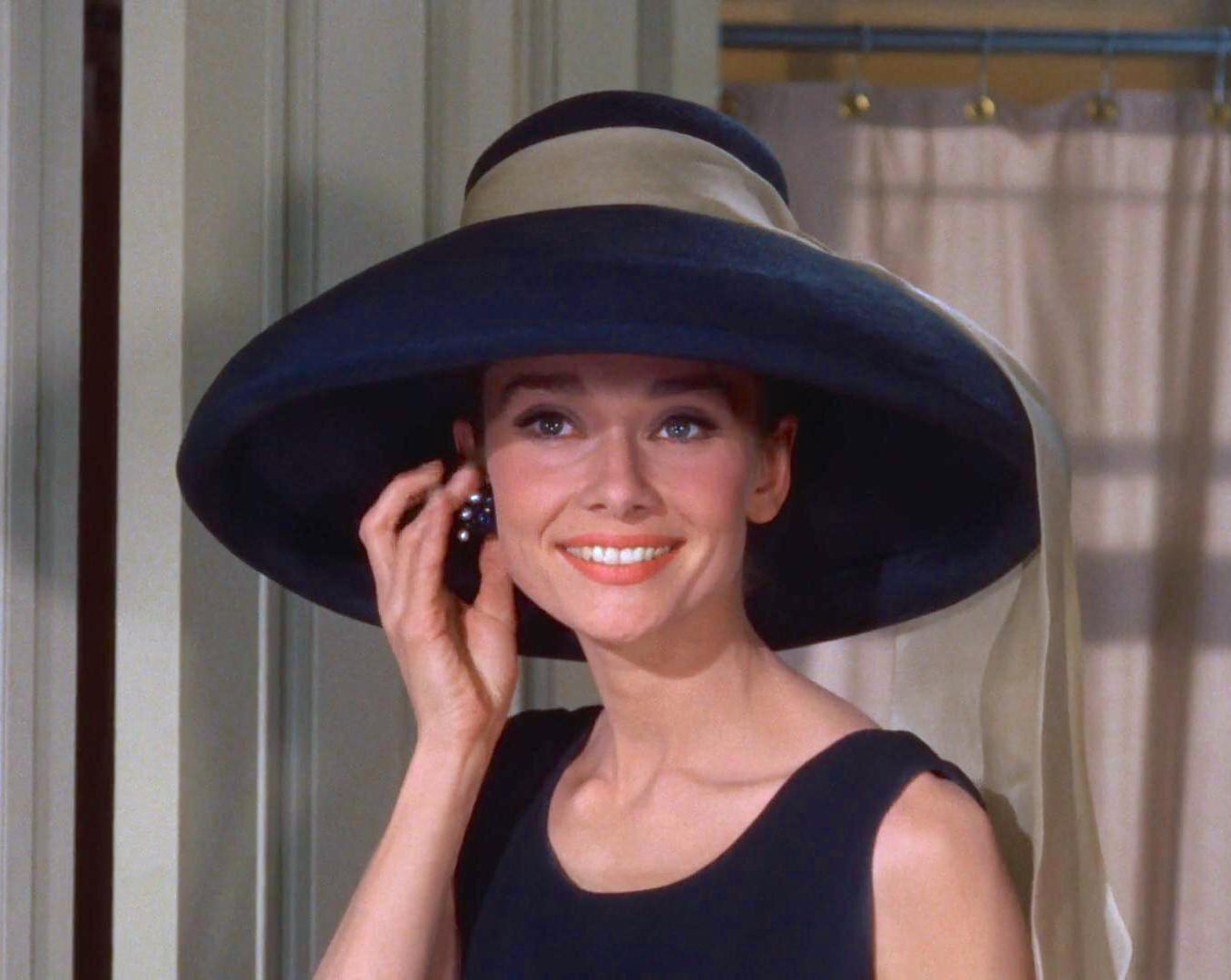
Audrey Hepburn în rolul Holly Golightly, misterioasa și excentrica femeie din filmul Mic dejun la Tiffany]]
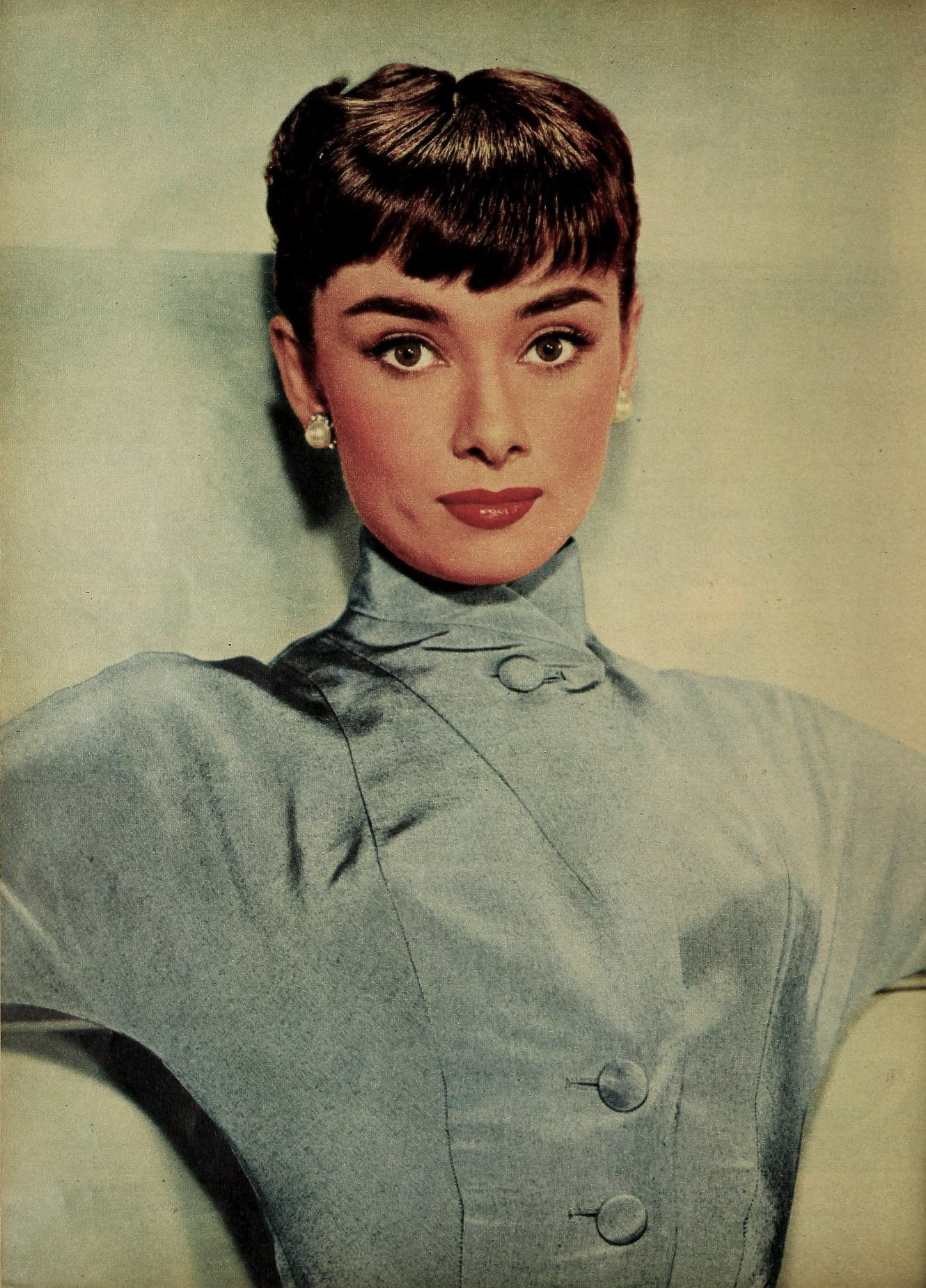
Audrey Hepburn în 1953
Hepburn pe coperta unei reviste, 1965
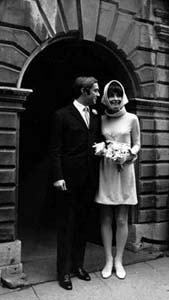
Audrey Hepburn și Andrea Dotti
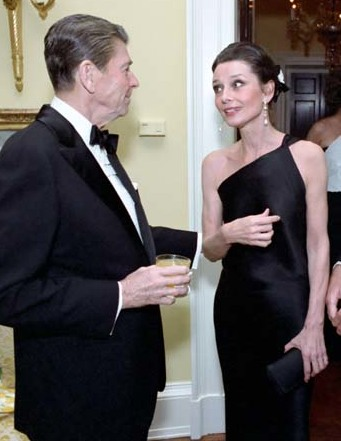
Audrey Hepbrun și Ronald Reagan la Casa Albă, 1981